# Lycocerus yamatensis
Lycocerus yamatensis là một loài bọ cánh cứng trong họ Cantharidae. Loài này được Okushima miêu tả khoa học năm 2005.